# NGC 7207
NGC 7207 (również PGC 68017) – galaktyka soczewkowata (S0), znajdująca się w gwiazdozbiorze Pegaza. Odkrył ją Albert Marth 7 sierpnia 1864 roku.